# Таланов, Иона Николаевич
Таланов (Топлегин-Вукасович) Иона (Иван) Николаевич (укр. Таланов Iона Миколайович; 8 января 1880 — 1926) — русский и советский актёр театра и немого кино.

## Биография

Афиша фильма «Наполеон-газ», 1925, Таланов — военный министр

Родился 7 января 1880 года. Окончил народное училище в Одессе. Актёрскую деятельность начал в 1900 году. В 1900 −1904 годах — актёр драмы в Попечительстве о народной трезвости Одесса. В 1904—1905 и 1908—1909 годах — актёр городского театра Багрова, Одесса. В 1905 −1906 — антрепризы Тумпакова, Санкт-Петербург. В 1906—1907 годах — актёр городского театра Строителей, Херсон. В 1907—1908 участвовал в гастрольной поездке в Нижний Новгород, Киев, Одессу, Ростов-на-Дону в антрепризе Новикова. Летом 1909 года — актёр Летнего сада М. Каширина, Иваново, Вознесенск. В 1909 −1910 — актёр городского театра М. Каширина, Кишинев. Летом 1910 года — Театра де Флера, Киев. В зимние сезоны 1910—1914 — актёр Городского театра Н. Д. Кручинина, Казань, Самара. В летние сезоны 1910—1914 — кинофабрика И. Н. Ермольева.
В кино — с 1914 года. Работал в «Российской золотой серии» компании П. Тимана и Ф. Рейнгардта, «Киноленте» и в Торговом доме «И. Ермольев». В 1920-х годах — на Ялтинской кинофабрике ВУФКУ, затем — на «Севзапкино» в Ленинграде .
Снимался в фильмах: «Немой страж» (1918), «Грех и искупление» (1919), «Последняя ставка мистера Енниока» (1922), «Призрак бродит по Европе», «Атаман Хмель» (1923), «Слесарь и канцлер», «Помещик», «Хозяин черных скал» (1924) и других.

## Фильмография
- 1914 : Арена мести
- 1914 : Живой манекен
- 1915 : Карьера Боба
- 1915 : Кровавый закат
- 1915 : Наташа Проскурова
- 1915 : Не говори «гоп», пока не перепрыгнешь
- 1915 : Петербургские трущобы
- 1915 : Проведём, друзья, эту ночь веселее
- 1915 : Тайна нижегородской ярмарки
- 1917 : Дело Болотиной
- 1917 : Догорай, моя лучина…
- 1917 : Женщина-вампир — доктор
- 1917 : Кабачок смерти — Джеко, любовник Ванды
- 1917 : Кровавая слава — возница
- 1917 : Кулисы экрана
- 1917 : Отец Сергий — купец
- 1917—1918 : Горничная Дженни — Франсуа, камердинер
- 1918 : Его преступление — Шармон, ювелир
- 1918 : Законов всех сильнее
- 1918 : Крошка Элли — доктор
- 1918 : Немой страж
- 1918 : Человек у решётки — доктор
- 1918 : Чёрная стая
- 1918 : Я буду там… — слуга
- 1919 : Грех и искупление
- 1919 : Жизнь — Родине, честь — никому
- 1919 : Люди гибнут за металл — миллионер Горностаев
- 1919 : Паутина — Виктор Петрович Грузинский, бывший профессор
- 1919 : Правда — муж
- 1919 : Фатальный гость — Михо, брат князя
- 1919 : Страх
- 1919 : Тайна королевы, глава государственного совета
- 1920 : Дитя чужого — граф Сергей Володарский
- 1922 : Призрак бродит по Европе — камергер
- 1923 : Дипломатическая тайна — Мирза Ахмед-Хан
- 1923 : Помещик — Кашкарёв, помещик
- 1923 : Последняя ставка мистера Энниока — мистер Энниок, фабрикант
- 1923 : Атаман Хмель — Вонский, управитель
- 1923 : Хозяин чёрных скал — преподобный Дикей, настоятель монастыря
- 1924 : Бедняку впрок — кулаку в бок — Парамонов, кулак
- 1924 : Конец рода Лунич — Цвибуш, отец Илько
- 1924 : Простые сердца
- 1924 : Руки прочь — Арлозоров, представитель международной промышленной компании
- 1924 : Слесарь и Канцлер — Беренберг, генерал-адъютант
- 1924 : Часовня святого Иоанна — Дубасов, управитель Хрущёва
- 1925 : Минарет смерти — Шахрух-бек, сын эмира
- 1925 : На жизнь и на смерть — директор завода
- 1925 : Наполеон-газ — военный министр
- 1925 : Петухи — дьякон Гормоний
- 1925 : Степан Халтурин — губернатор
- 1926 : Волжские бунтари — Яснитский, исправник